# Marijke Helwegen
Maria Catharina Pietronella (Marijke) Helwegen-Mulders (Heerlen, 29 december 1948) is een Nederlandse mediapersoonlijkheid. Zij wordt gezien als het boegbeeld van plastische chirurgie in Nederland.

## Levensloop
Helwegen groeide op in Geleen in een ambitieus milieu. Op haar achttiende ontmoette ze Harry Helwegen, met wie ze vijf jaar later trouwde. Marijke begon haar loopbaan met een kantoorbaan bij de DSM. Op haar dertigste ging ze werken in de telemarketing.
In 2005 werd ze uitgeroepen tot Societyvrouw van het Jaar en kreeg zij de Society Award uitgereikt. Van 2005 tot en met 2007 presenteerde Helwegen ook een programma op de regionale zender Regio TV Utrecht. Samen met medepresentator Keb Kinteh ging zij in het programma Uit in Utrecht op zoek naar de glitter en glamour in Utrecht.
In 2007 verscheen Helwegen in een reclame voor het weekblad van Donald Duck.
Tot 2009 werkte ze op de reclameafdeling van een plastisch chirurg. Sindsdien treedt zij op als gastspreker en ceremoniemeester voor bedrijven, organisaties en particulieren.
In 2019 won Helwegen de Loden Leeuw voor de "meest irritante" bekende Nederlander in een reclamespotje met haar reclame voor een anti-inbraakstrip.